# Maladie du bec et des plumes

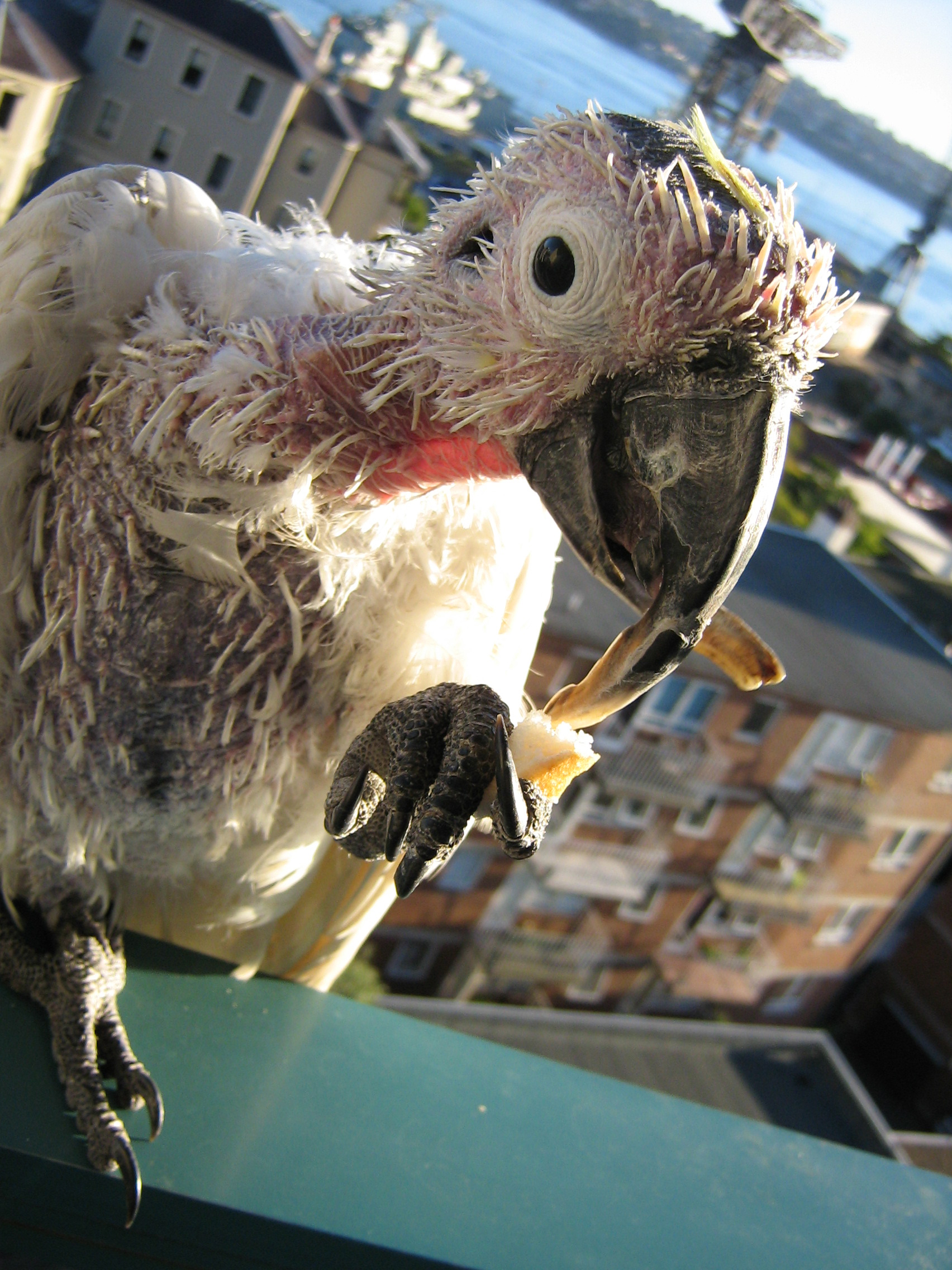
Un Cacatoès à huppe jaune atteint par la PBFD.

La maladie du bec et des plumes, ou PBFD  pour Psittacine Beak and Feather Disease, est une maladie qui touche les psittacidés. Elle a été découverte pour la première fois en 1975 en Australie. Elle est provoquée par un virus appartenant aux Circovirus.

## Symptômes
Ils sont de deux ordres :
- Problèmes divers au bec ;
- Les plumes sont abîmées et n'ont plus leur éclat naturel.

## Traitement
Il n'existe aucun traitement à ce jour, et la plupart des oiseaux atteints meurent. Certains oiseaux ont survécu à la maladie par des traitements en cours. L'oiseau doit être placé en quarantaine.